# Гай-Конемлоцький
Гай-Конемлоцький (пол. Gaj Koniemłocki) — село в Польщі, у гміні Сташув Сташовського повіту Свентокшиського воєводства.
Населення — 78 осіб (2011).
У 1975-1998 роках село належало до Тарнобжезького воєводства.

## Демографія
Демографічна структура на день 31 березня 2011 року:
|          | Загалом | Допрацездатний вік | Працездатний вік | Постпрацездатний вік |
| -------- | ------- | ------------------ | ---------------- | -------------------- |
| Чоловіки | 38      | 9                  | 23               | 6                    |
| Жінки    | 40      | 4                  | 22               | 14                   |
| Разом    | 78      | 13                 | 45               | 20                   |